# Fabel
För andra betydelser, se fabel (olika betydelser).

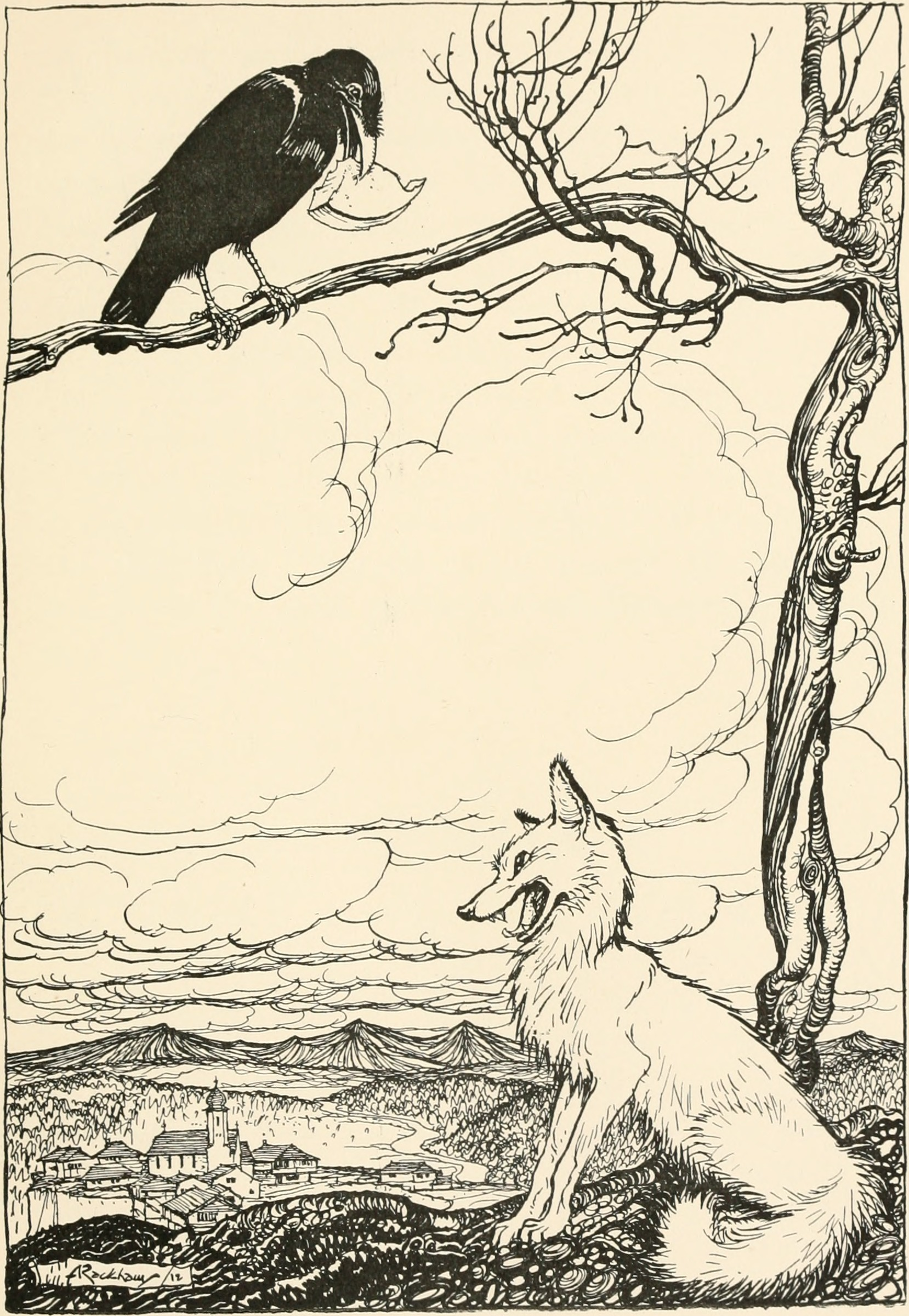
Kråkan och räven i en av Aisopos fabler.

En fabel är en kort och allegorisk berättelse med uppdiktat innehåll. I de olika rollerna finns förmänskligade djur, och handlingen syftar i regel på en sensmoral. Exempel på sensmoralen i fabler är "den som gapar efter mycket mister ofta hela stycket".
I Sverige känd från barnprogrammet Fablernas värld.
Fabelberättande är av gammalt datum och förekommer i olika delar av världen. Den har kommit till användning inom olika typer av litteratur (se fabeldjursserie), samt inom animerad film. Walt Disneys film- och serieskapelser har djurfabelns antromorfiserade djur som grund.
I fabler är antropomorfism ett utmärkande tema, det vill säga djur, växter eller föremål kan tala och uppföra sig som människor. Man använder djurs tillskrivna egenskaper, det vill säga ugglan är klok, räven listig, tigern modig och så vidare.  
Från allra första början berättades fablerna muntligt. Efter hand skrevs de ner och förändrades då lite. En känd fabelsamlare var greken Aisopos som levde på 500-talet f.Kr. Han var en puckelryggad slav som var först med att skriva ner fablerna. Han berättade sagor om fångvaktarna och beskrev vad de gjorde fel. Men för att inte råka illa ut, gjorde han om figurerna till djur.
Fransmannen Jean de La Fontaine, som levde på 1600-talet, skrev fabler på vers. 
Ordet "fabel" kommer från latinets fabula (betonas på första stavelsen), som betyder "berättelse", "saga" eller "anekdot".
Fabel eller fabula är också en narratologisk term som ungefär betyder "händelseförloppet i kronologisk ordning." I en sådan specificeras varken personernas namn, platsen där berättelsen utspelar sig, eller tiden när den utspelar sig.

## Kända fabler
- Bambi
- Haren och igelkotten
- Räven och druvorna
- Tre små grisar
- Skorpionen och grodan